# Фламиниева дорога

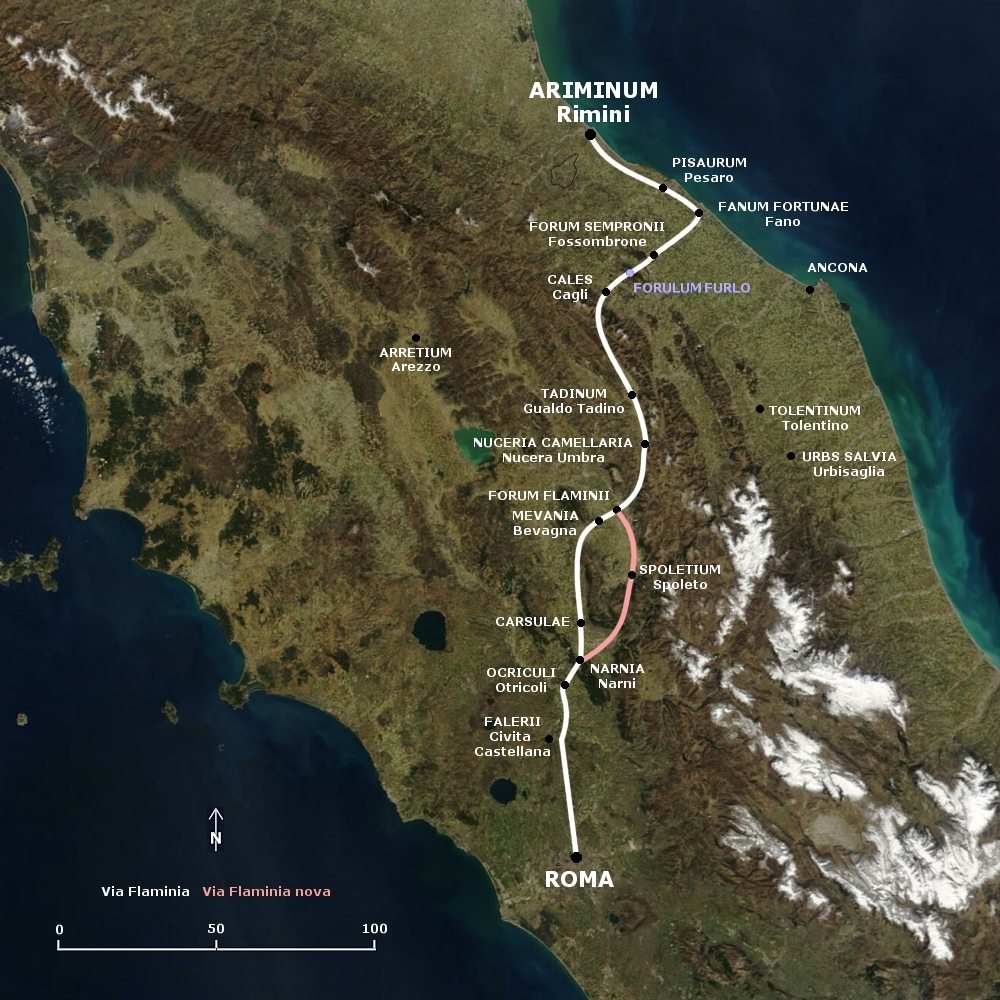
Карта Фламиниевой дороги

Флами́ниева дорога (лат. Via Flaminia) — важная римская дорога, которая вела из древнего Рима на север, в сторону Аримина (Римини). Строительство её начал в 220 г. до н. э. цензор Гай Фламиний после покорения лигуров. Дорога начиналась от ворот дель Пополо в стене Аврелиана, проходила в двух милях от Рима по знаменитому Мульвиеву мосту и далее пересекала Этрурию и Умбрию. В Средние века именовалась Равеннской дорогой.